# Grüne Armee

Flagge der Grünen Armee

Die Grüne Armee (зеленоармейцы/selenoarmejzy), informell auch Grüne oder Grüne Partisanen genannt, waren lokale Partisanenarmeen und Milizen im Russischen Bürgerkrieg. Die meisten waren von der Roten Armee enteignete Bauern oder Desertierte. Sie bekämpften sowohl die Rote als auch die Weiße Armee, um sich gegen deren Beschlagnahmung von Lebensmitteln zu wehren. Die Grüne Armee beging 31,7 Prozent der etwa 1500 Pogrome im Bürgerkrieg.
Einer der größten und am besten organisierten Aufstände der Grünen Armee war der Bauernaufstand von Tambow. In seiner Hochphase waren 20.000 bis 50.000 Rebellen mobilisiert.
Ein großer Aufstand fand auch von 1920 bis 1921 in Westsibirien statt.